# Estat Shan (Est)
Estat Shan (Est) oficialment Shan State (East) és una divisió de l'estat Shan de Birmània (Myanmar) que correspon a grans trets a l'antic estat de Kengtung, sota el domini britànic. La ciutat principal és Kengtung. Està dividida en diversos townships.